# Ozero Salkynkol'
Ozero Salkynkol' (kazakiska: Salqynköl, ryska: Ozero Salkynkol’) är en saltsjö i Kazakstan.   Den ligger i oblystet Nordkazakstan, i den centrala delen av landet, 300 km väster om huvudstaden Astana. Arean är 21,5 kvadratkilometer.